# Danthonia breviseta
Danthonia breviseta är en gräsart som beskrevs av Eduard Hackel. Danthonia breviseta ingår i släktet knägrässläktet, och familjen gräs. Inga underarter finns listade i Catalogue of Life.